# François Laroche
Pour les articles homonymes, voir Laroche.
 (janvier 2020).
Si vous disposez d'ouvrages ou d'articles de référence ou si vous connaissez des sites web de qualité traitant du thème abordé ici, merci de compléter l'article en donnant les références utiles à sa vérifiabilité et en les liant à la section « Notes et références ».
François Laroche, né le 5 janvier 1775, à Ruffec (Charente) et mort le 22 février 1823 dans cette même ville, est un général français de la Révolution et de l’Empire.

## Biographie
Sous-lieutenant de grenadiers dans le 1er bataillon de volontaires nationaux de la Charente le 1er décembre 1791, il passe le 25 février 1792 au 15e régiment de cavalerie, et le 20 avril suivant au 16e de même arme, devenu 25e régiment de dragons.
Il sert pendant les années 1792, 1793, ans II et III aux armées du Nord et de Sambre-et-Meuse. Lieutenant le 1er avril 1793, et capitaine le 24 pluviôse an II, il exécute, le 28 germinal suivant, à la tête d'un escadron, une charge vigoureuse contre un régiment de cavalerie autrichienne, lui prend deux pièces de canon et le met dans la déroute la plus complète.
Réformé et mis à la suite le 16 nivôse an VI, il est repris en pied dans le même régiment le 1er floréal an VII. Employé aussitôt à l'armée de l'Intérieur, il fait la campagne des ans VIII et IX à l'armée du Rhin. Le 11 frimaire de cette dernière année, en avant de Neckerguemin, il délivre, secondé par quelques dragons, une compagnie de grenadiers qui venait d'être faite prisonnière.
Membre de la Légion d'honneur le 26 frimaire an XII, il passe comme capitaine dans les grenadiers à cheval de la Garde impériale le 18 fructidor an XIII, fait la campagne de l'an XIV à la Grande Armée, et se distingue à la bataille d'Austerlitz.
Officier de la Légion d'honneur le 14 mars 1806, il passe comme major dans le 1er régiment de carabiniers le 21 août 1806, fait la campagne de 1807, et est nommé colonel du même régiment le 14 mai de cette année. Peu de temps après, il obtient le titre de baron de l'Empire.
Blessé d'un coup de sabre sur la tête au combat de Ratisbonne le 23 avril 1809, le 6 juillet suivant, à la bataille de Wagram il a un cheval tué sous lui.
Il sert en 1812 en Russie, en 1813 en Saxe, et est nommé général de brigade le 28 septembre de cette année ; au mois d'octobre, il commande les troupes en avant de Hanau, et après l'abdication de l'Empereur, le gouvernement royal lui confie le commandement du département de la Charente le 23 juillet 1814, et le crée chevalier de Saint-Louis le 29 du même mois.
Envoyé à la suite du grand quartier général de l'armée de la Loire le 5 juillet 1815, le général Laroche ne peut obtempérer à cet ordre, il ne rejoint pas son poste et est chargé du licenciement des corps de cavalerie à La Rochelle le 11 octobre suivant.
Après avoir rempli cette pénible mission, il entre dans le cadre de non-activité le 1er février 1816, et passe à celui de disponibilité le 1er avril 1820.
Le général Laroche meurt à Ruffec (Charente), le 22 février 1823.